# Legământul (film)
Legământul sau Promisiunea (în engleză The Pledge) este un film polițist american din 2001, regizat de Sean Penn. El este inspirat din nuvela Das Versprechen: Requiem auf den Kriminalroman (1958) (Promisiunea) a scriitorului elvețian Friedrich Dürrenmatt. Dürrenmatt a scris Promisiunea pentru a rafina tema pe care a dezvoltat-o inițial în scenariul filmului Es geschah am hellichten Tag (S-a întâmplat în plină zi) (1958).

## Rezumat
Filmul începe cu un flashback în care detectivul de poliție beat Jerry Black (Jack Nicholson) mormăie ceva incoerent, într-un loc neprecizat. Scena trece apoi la evenimentele care preced scena de deschidere. Jerry pescuiește la copcă, apoi conduce spre locul de muncă. După serviciu, el merge la un restaurant, unde Departamentul de poliție i-a organizat o petrecere surpriză cu ocazia pensionării. Căpitanul de poliție Eric Pollack (Sam Shepard) îi oferă lui Jerry un cadou, o excursie de pescuit în Mexic. Petrecerea este întreruptă de vestea că a fost descoperită o fetiță ucisă pe nume Ginny. Jerry se hotărăște să meargă cu un alt detectiv, Stan Krolak (Aaron Eckhart), la locul crimei.
Jerry este cel care aduce veștile proaste părinților fetei. Mama (Patricia Clarkson) îl face pe Jerry să jure pe o cruce, pe care Ginny a confecționat-o, că îl va găsi pe criminal. Un suspect este găsit a doua zi. Stan merge la interogatoriul suspectului, care este un indian retardat mintal (Benicio del Toro). Omul mărturisește în cele din urmă, dar fură una din armele polițiștilor și se sinucide cu ea. Pentru toți ceilalți detectivi, cazul este rezolvat. Dar Jerry nu crede că indianul este ucigașul. El este de neclintit cu privire la angajamentul său de a găsi criminalul și nu merge în excursia de pescuit pe care i-o oferise departamentul. Jerry o vizitează pe bunica victimei (Vanessa Redgrave) și este condus acolo de o femeie mai în vârstă. Bunica îi spune lui Jerry că fata a spus multe povești, iar o vizită mai târziu la una dintre prietenele fetiței îl face să afle că Ginny a avut un prieten pe care-l numea "Uriașul". Jerry vede un desen pe care Ginny îl făcuse Uriașului, care nu seamănă cu indianul, și îl ia cu el.
Jerry merge la Stan și îi cere să redeschidă cazul. Stan refuză, dar Jerry obține mai multe informații despre cazuri similare în zonă. Investigațiile ulterioare ale lui Jerry îl conduc la trei cazuri nerezolvate și tulburător de asemănătoare care nu putea fi comise de indian. Jerry prezintă aceste cazuri căpitanului Pollack și lui Stan, care se îndoiesc că există vreo legătură între ele. Jerry le arată desenul Uriașului făcut de Ginny. El le spune încă o dată că este de neclintit în găsirea adevăratului criminal și apoi pleacă. Jerry închiriaza o cabană în munți și petrece un timp la pescuit. El observă o benzinărie în apropierea lacului și îi place atât de mult locația încât îi cere proprietarului (Harry Dean Stanton) să-i vândă locul. Jerry cumpără în cele din urmă benzinăria și se mută în casa mică din spatele ei. Jerry întâlnește o barmaniță locală pe nume Lori (Robin Wright Penn). El devine treptat ca un tată pentru fiica ei, Chrissy. După ce Lori este bătută de fostul ei soț, ea se mută la Jerry.
În curând, Chrissy devine prietenă cu un preot local pe nume Gary Jackson (Tom Noonan). Lui Jerry nu îi place acest lucru și începe să creadă că Jackson este criminalul. Chrissy este văzută vorbind cu un om care conducea o mașină neagră, cu un arici agățat pe oglinda din spate. Chrissy îi spune acest lucru lui Jerry, explicându-i că a întâlnit un vrăjitor care i-a dat bomboane în formă de arici și care i-a spus să-și anunțe părinții că s-au cunoscut - ea i-a spus totuși lui Jerry, deoarece el nu este tatăl ei. Jerry își dă seama că acesta este criminalul și, folosind-o pe Chrissy ca momeală, începe o operațiune, cu ajutorul lui Stan, pentru a-l prinde în flagrant.
Este văzută o mașină cu un arici agățat de bord, dar aceasta nu ajunge la locul unde era Chrissy. Femeia care l-a dus pe Jerry la bunica lui Ginny este văzută căutând pe cineva pe nume "Oliver" și se sugerează că Oliver este criminalul. După câteva ore de așteptare, Stan și ceilalți polițiști pleacă. Ei îi spun lui Lori ce s-a întâmplat și, după ce gonește către locul unde era Chrissy, Lori țipă la Jerry că i-a lăsat fiica să fie în pericol. Mașina care era prezentată apropiindu-se este văzută distrusă într-un accident și există în acest timp un echivoc deliberat dacă șoferul mort ar putea fi criminalul. Jerry este apoi văzut ca la început, mormăind și vorbind singur în fața benzinăriei acum abandonate, înnebunit de durere în mod clar și dezechilibrat la rândul său de turnura pe care au luat-o evenimentele, neștiind soarta criminalului.

## Distribuție
- Jack Nicholson - Jerry Black
- Patricia Clarkson - Margaret Larsen
- Benicio del Toro - Toby Jay Wadenah
- Aaron Eckhart - Stan Krolak
- Helen Mirren - doctorul
- Tom Noonan - Gary Jackson
- Robin Wright Penn - Lori
- Vanessa Redgrave - Annalise Hansen
- Mickey Rourke - Jim Olstad
- Sam Shepard - Eric Pollack
- Harry Dean Stanton - Floyd Cage
- Dale Dickey - Strom
- Costas Mandylor - polițistul din Monash
- Michael O'Keefe - Duane Larsen
- Lois Smith - Helen Jackson
- Brittany Tiplady - Becky Fiske
- Eileen Ryan - Jean

## Producție
Filmul a fost turnat în principal în diferite locații din statul canadian Columbia Britanică. În timp ce scenele de deschidere au fost filmate în Reno, Nevada, restul filmului a fost turnat în Keremeos, Princeton, Hedley, Merritt și Lytton, toate în Columbia Britanică.

## Răspuns critic
Răspunsul critic față de Promisiunea a fost, în general, favorabil; el are un rating de 79% pe situl Rotten Tomatoes. Roger Ebert i-a dat filmului trei stele și jumătate din patru, scriind: "Ultima treime a filmului este locul unde majoritatea povestirilor polițiste merg pe pilot automat, cu vânători obligatorii, urmăriri, și confruntări. Acesta este momentul când Promisiunea devine cel mai convingător. Penn și Nicholson își asumă riscuri cu textul și ridică filmul la un alt nivel, neanticipat". James Berardinelli a dat filmului Promisiunea trei stele, numindu-l "inteligent în modul în care dezvăluie treptat lucruri, dar nu ne oferă prea multe informații la un moment dat". Filmul nu a avut parte de încasări prea mari la casele de bilete. Încasările interne s-au ridicat la aproximativ 19 milioane de dolari, la care s-au adăugat încasări externe de 9 milioane de dolari.

## Premii
- Nominalizare la Palme d'Or la Festivalul de Film de la Cannes (2001)[9] - Sean Penn
- Nominalizare la Premiul Bodil (Danemarca, 2002)
- Nominalizare la Premiul ALMA (2002) - Benicio Del Toro
- Nominalizare la Premiul Young Artist (2002) - Brittany Tiplady
- Nominalizare la Premiul World Soundtrack (2001) - Hans Zimmer